# Harvard Crimson

Logo der Harvard Crimson

Bei den Harvard Crimson (deutsch: Karmesinrot) handelt es sich um die Sportteams der Harvard University. Sie spielen in der Division I der NCAA. 2006 waren dies 41 Teams für Männer und Frauen, mehr als bei jedem anderen NCAA Division I College. Wie die anderen Universitäten der Ivy League auch, bietet Harvard keine Sportstipendien an. Es handelt sich bei den Spielern um Amateure.
Die Harvard Crimson gewannen die nationalen Meisterschaften in American Football (12-mal), Golf (sechsmal), Fußball (viermal), Eishockey und Frauenlacrosse (je einmal). Eine Studentenzeitschrift der Harvard-Universität ist nach den Sportteams benannt (The Harvard Crimson). Dort schrieben mehrere später bekannte Persönlichkeiten wie die Präsidenten John F. Kennedy und Franklin Roosevelt. 

## Rivalität
Eine traditionelle Rivalität besteht zu den Teams der Yale University, den Yale Bulldogs. Besonders die Begegnung der Footballmannschaften hat eine lange Tradition.